# Aulacus nigriventris
Aulacus nigriventris är en stekelart som först beskrevs av Jean-Jacques Kieffer 1911.  Aulacus nigriventris ingår i släktet Aulacus och familjen vedlarvsteklar. Inga underarter finns listade.